# 레코드 리포트
레코드 리포트(Record Report)는 1990년 설립된 베네수엘라의 공식 싱글 차트로, 에어플레이를 기반으로 순위를 매긴다.
차트는 상위 20위만 보여주며, 그 이하는 가입을 해야만 한다. 차트의 종류로는 탑 100, 탑 전통, 탑 라티노, 탑 살사, 팝 록 나시오날, 팝 록 제너럴이 있다.